# Молочай миртолистный
Молоча́й миртоли́стный (лат. Euphórbia myrsinítes) — многолетнее травянистое растение; вид рода Молочай (Euphorbia) семейства Молочайные (Euphorbiaceae).

## Ботаническое описание
Растение (5)10—25 см высотой, голое, сизое, более-менее красноватое.
Стебли восходящие или стелющиеся, до 40 см длиной, 2—5 мм толщиной, полосчато-бороздчатые, густо олиственные, без пазушных цветоносов, зимующие в виде нецветущих побегов, часть которых ранней весной зацветает.
Стеблевые листья двоякие: зимующие (на нецветущих побегах и у основания цветущих) — сравнительно крупные, ромбически-обратнояйцевидные или почти округлые, 2—3,5 см длиной, 0,9—2,8 см шириной, весенние (на верхних частях цветущих стеблей) — продолговато-обратнояйцевидные, 1—2 см длиной, 0,6—1 см шириной, и те и другие сидячие, тупые, внезапно коротко крючковидно остроконечные, на конце по хрящеватому краю мелкозубчатые, неясно трёхжильные.
Верхушечные цветоносы в числе 6—7(10), 0,5—4 см длиной, 1—1,5 мм толщиной, полосчато-бороздчатые, на конце два-три раза двураздельные. Листочки обёртки продолговато-обратнояйцевидные или почти округлые, 1—2,8 см длиной, 0,7—2 см шириной; листочки обёрточек по два, из более-менее сердцевидного основания почковидные, более широкие, чем длинные, совершенно тупые, но с небольшим остроконечием, нередко желтоватые, нижние 0,7—1,3 см длиной, 1—1,7 см шириной, верхушечные уменьшенные; бокальчик колокольчато-полушаровидный, около 3 мм длиной, 4 мм в диаметре, с крупными, округлыми (1,8—2,2 мм диаметром), бахромчатыми, красноватыми лопастями. Нектарники поперечно-продолговатые, 2—3 мм длиной, с рожками из ткани бокальчика, по длине равные ширине нектарника, на конце расширенными и почти лопастными. Столбики 1,5—2 мм длиной, на ½ длины сросшиеся, двулопастные. Цветёт в апреле, вторично в июне.
Плод — яйцевидно-трёхгранный трёхорешник, 5,5—7,5 мм длиной, 5—6,5 мм шириной, с килеватыми лопастями. Семена продолговатые, неясно-четырёхгранные, 2,5—3 мм длиной (не считая придатка), 1,6—1,7 мм шириной, сероватые, густо червеобразно-бороздчатые, со стебельчатым, приплюснуто-коническим, на конце выемчатым придатком.
Вид описан из Калабрии в Южной Италии и из окрестностей Монпелье в Южной Франции.
|                                                |  |  |  |
| Слева направо: листья, соцветие, циатия, плоды |  |  |  |

## Распространение
Европа: Албания, Болгария, Югославия, Греция, Италия (включая Сицилию); территория бывшего СССР: Украина (Крым); Азия: Турция.
Растёт на скалах и каменистых склонах с известковой почвой.

## Таксономия
|  |                                      |  |                                                             |                                                             |                      |  | ещё 36 семейств (согласно Системе APG II), в том числе Маковые | ещё 36 семейств (согласно Системе APG II), в том числе Маковые |                          |  |  |  | ещё ≈2000 видов |
|  |                                      |  |                                                             |                                                             |                      |  | ещё 36 семейств (согласно Системе APG II), в том числе Маковые | ещё 36 семейств (согласно Системе APG II), в том числе Маковые |                          |  |  |  | ещё ≈2000 видов |
|  |                                      |  |                                                             | порядок Мальпигиецветные                                    |                      |  |                                                                |                                                                | род Молочай (Euphorbia)  |  |  |  |                 |
|  |                                      |  |                                                             | порядок Мальпигиецветные                                    |                      |  |                                                                |                                                                | род Молочай (Euphorbia)  |  |  |  |                 |
|  | отдел Цветковые, или Покрытосеменные |  |                                                             |                                                             | семейство Молочайные |  |                                                                |                                                                | вид Молочай миртолистный |  |  |  |                 |
|  | отдел Цветковые, или Покрытосеменные |  |                                                             |                                                             | семейство Молочайные |  |                                                                |                                                                |                          |  |  |  |                 |
|  |                                      |  | ещё 44 порядка цветковых растений (согласно Системе APG II) | ещё 44 порядка цветковых растений (согласно Системе APG II) |                      |  |                                                                | ещё >300 родов                                                 | ещё >300 родов           |  |  |  |                 |
|  |                                      |  |                                                             | ещё 44 порядка цветковых растений (согласно Системе APG II) |                      |  |                                                                |                                                                | ещё >300 родов           |  |  |  |                 |